# Sattelbach (Mosbach)
Sattelbach ist ein Ort im Neckar-Odenwald-Kreis in Baden-Württemberg, der seit 1972 zu Mosbach gehört.

## Geographie
Sattelbach ist der nordöstlichste Ortsteil von Mosbach. Der Ort liegt etwa sieben Kilometer nördlich von Mosbach und grenzt an die Nachbargemeinde Fahrenbach. Durch den Ort führte in nord-südlicher Richtung der Neckar-Odenwald-Limes, von dem sich hier aber nichts erhalten hat. Im Westen schließt sich der bewaldete Höhenzug Michelherd an, der zu den südlichen Ausläufern des Odenwalds gehört. Im Osten grenzt der Ort an den Trienzbach, einem kleinen Nebenfluss der Elz.

## Geschichte
Sattelbach wurde erstmals 1416 urkundlich erwähnt. Politisch gehörte der Ort zunächst zur Kurpfalz und ab 1806 zu Baden. Im Jahre 1910 wurden 410 Einwohner gezählt, 1939 waren es 379 und Ende 1945 waren es 409. Am 1. Dezember 1972 verlor Sattelbach durch die Eingemeindung nach Mosbach seine politische Selbstständigkeit.

## Politik

### Ortschaftsrat und Ortsvorsteher
Innerhalb der Stadtverwaltung von Mosbach verfügt Sattelbach über einen 9-köpfigen Ortschaftsrat, dem derzeit 8 Mitglieder Freier Wählergemeinschaften und 1 SPD-Mitglied angehören. Ortsvorsteher ist Arno Flicker.

### Wappen
Die Blasonierung des ehemaligen Gemeindewappens von Sattelbach lautet: In halbgespaltenem und geteiltem Schild oben vorne von Blau und Silber [schräglinks mit Spaltungen] gerautet, hinten in Gold ein roter Schrägbalken, unten in Blau drei (2:1) rot bewehrte und rot bezungte silberne Adler.

## Kultur und Sehenswürdigkeiten

### Bauwerke und Baudenkmale
Das bedeutendste Gebäude des Ortes ist die katholische Kirche St. Josef, die 1955 geweiht wurde. Zuvor gehörte der Ort zur Pfarrei Lohrbach. Sattelbach verfügt außerdem über eine Sporthalle und einen Kindergarten.

### Sport
Der Ort ist Heimat des Fußballvereins SV Alemannia Sattelbach, der in der Kreisliga Mosbach spielt.

## Verkehr

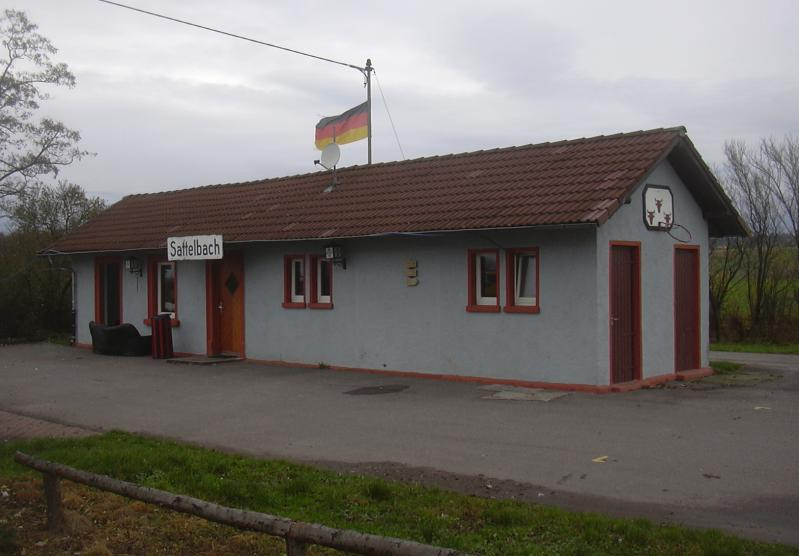
Bahnhof Sattelbach

Sattelbach ist durch zwei Buslinie mit Mosbach und Fahrenbach verbunden.
BRN Linie 832 (Neckarelz –) Mosbach – Lohrbach – Sattelbach – Fahrenbach – Robern – Trienz – Krumbach – Limbach – Laudenberg – Scheringen – Mudau
BRN Linie 834 Mosbach – Sattelbach – Lohrbach – Reichenbuch – Nüstenbach – Masseldorn – Mosbach
Die nächsten Bahnhöfe befindet sich in Neckarburken, Dallau und Mosbach (Baden). Sattelbach hatte einst auch einen Bahnhof, welcher vom Odenwaldexpress bedient wurde. Der alte Bahnhof dient nun als Jugendraum.